# Β-Peptide

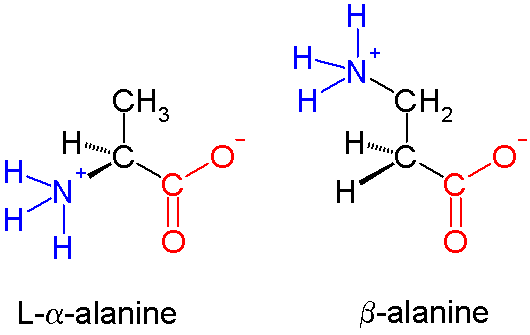
α- und β-Aminosäure am Beispiel Alanins mit der Aminogruppe in blau und der Carboxygruppe in rot

β-Peptide sind synthetische Peptide, bei denen im Gegensatz zu den biologischen Peptiden die Peptidbindung am β-Kohlenstoffatom liegt. β-Peptide gehören zu den Peptidmimetika.

## Eigenschaften

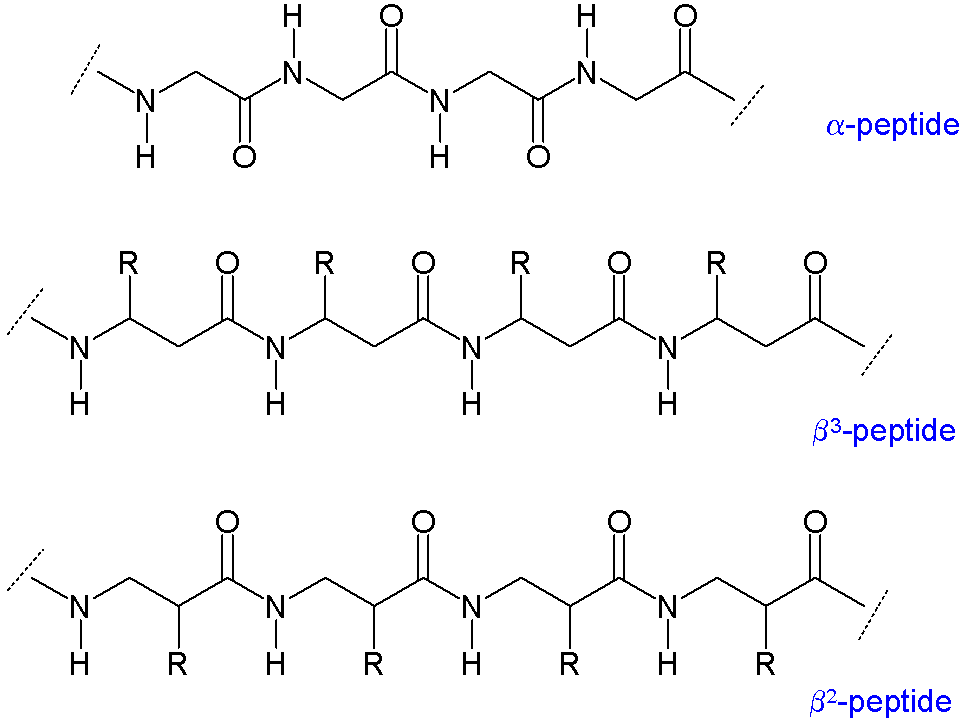
Anordnung der Seitenketten bei α-, β_{3}- und β_{2}-Peptiden

Biologische Peptide sind α-Peptide und Gegensatz zu β-Peptiden am α-C-Atom verknüpft – sie bestehen entsprechend aus α-Aminosäuren. Die quantitativ häufigste, natürlich vorkommende β-Aminosäure ist β-Alanin. Auch andere β-Aminosäuren, beispielsweise β-Lysin oder β-Glutaminsäure sind bekannt und werden durch PLP und SAM-abhängige Aminomutasen über einen Radikalshift durch ein cyclisches Intermediat generiert. Von Glycin kann im Gegensatz zu anderen Aminosäuren keine β-Aminosäure erzeugt werden mangels drittem C-Atom. β-Peptide sind stabiler als α-Peptide gegenüber Proteolyse und werden hinsichtlich medizinischer Verwendung untersucht. Streptomyces sp. nutzen β-Lysin in der Synthese verschiedener bioaktiver Komponenten wie Streptothricin und Nourseothricin.
Im Zuge einer Peptidsynthese von β-Peptiden ist die Chiralität des  β-C-Atoms für eine biologische Aktivität zu erhalten. Im Gegensatz zum  β-C-Atom von Alanin sind viele β-C-Atome anderer Aminosäuren chiral. Die Seitenketten der Aminosäuren können bei β-Peptiden am α- (β3-Peptid) oder am β-C-Atom (β2-Peptid) angebracht sein. Aufgrund der drei Kohlenstoffatome ist eine Wiederholungseinheit des Peptid-Rückgrates bei β-Peptiden um eine C-C-Bindung länger und nimmt veränderte Sekundärstrukturen an, bevorzugt in gauche-Konformation bezüglich der C-C-Bindung. Helikale Strukturen besitzen bei β-Peptiden im Allgemeinen eine stabilere Konformation als bei α-Peptiden. Bisher wurden verschiedene helikale Strukturen von β-Peptiden beschrieben, benannt nach der Anzahl an Atomen in einer durch eine Wasserstoffbrücke geschlossene Ringstruktur in einer Helix: 8-Helix, 10-Helix, 12-Helix, 14-Helix und 10/12-Helix. Ebenso wurden Faltblatt-Strukturen bei β-Peptiden beschrieben.
Verschiedene Synthesen wurden beschrieben, unter anderem basierend auf der Arndt-Eistert-Homologisierung. Als β-Aminosäure wurden β-Alanin, β-Leucin, β-Lysin, β-Arginin, β-Glutaminsäure, β-Glutamin, β-Phenylalanin und β-Tyrosin erzeugt.

## Geschichte
β-Peptide wurden erstmals im Jahr 1996 von zwei Arbeitsgruppen beschrieben, um Dieter Seebach sowie um Samuel Gellman.